# Cacuaco
Cacuaco ist eine Stadt und ein Município (Verwaltungskreis) in der Metropolregion der angolanischen Hauptstadt Luanda. Sie besteht vorwiegend aus Hüttensiedlungen, den sogenannten Musseques. Das größte Armenviertel mit rund 180.000 Einwohnern trägt den Namen Paraíso (deutsch: Paradies). Cacuaco ist bekannt für sein religiöses Volksfest zu Ehren des Stadtpatrons São João Baptista, bei dem seit 1948 jedes Jahr im Juni eine Prozession zum Meer veranstaltet wird. Beliebt bei den Einwohnern der Hauptstadt ist Cacuaco, das 1936 noch ein kleines Fischerdorf war, wegen seiner weißen Sandstrände. Dort werden auch Konzerte mit Tausenden Zuschauern veranstaltet. Im Ort findet außerdem wöchentlich die Feira da Beringela statt, eine Messe für landwirtschaftliche Erzeugnisse und Vieh. Im Município befindet sich die größte Getreidemühle Angolas, die 2018 modernisierte Moagem do Kikolo, sowie die größte Zementfabrik des Landes Nova Cimangola. Durch die Stadt fließt der Rio Bengo in südlicher Richtung.
Der Ort war im Jahr 2005 im Blick der Weltöffentlichkeit, als die UNO dort Fälle des Marburg-Virus entdeckte und publik machte.

## Verkehr
Der Município wird von der Autobahn EN100 durchquert. Die Stadt ist durch mehrere öffentliche Buslinien sowie mit einer öffentlichen Katamaranlinie mit Luanda verbunden.

## Verwaltung
Cacuaco ist Sitz eines gleichnamigen Kreises (Município) der Provinz Luanda. Er hat eine Fläche von 571 Quadratkilometer und 1.070.147 Einwohner (Zensus 2014).
Im Norden grenzt der Kreis an den Atlantischen Ozean mit der Bucht von Bengo, im Süden an Viana und Sambizanga, im Osten an Dande in der Provinz Bengo.
Der Kreis Cacuaco besteht aus der Gemeinde (Comuna) Funda und den Stadtbezirken (Distritos Urbanos):
- Cacuaco
- Kikolo (auch Kicolo)
- Mulenvos Baixos
- Sequele

## Kriminalität
Cacuaco gehört zu den Kreisen mit der höchsten Kriminalität im Großraum Luanda. Banden bestehend aus 15 schwerbewaffneten Männern ziehen zu Fuß durch die Viertel und rauben Passanten aus, nachts kommen sie mit motorisierten Dreirädern und dringen in die Hütten ein. Besonderes Ziel sind Familien, bei denen ein Mitglied bei der Nationalen Polizei arbeitet. Nachdem die Stadtverwaltung in einem Viertel eine nächtliche Straßenbeleuchtung installiert hatte, wurden die Lampen von den Delinquenten gestohlen. Diese sind hauptsächlich junge Männer aus dem Viertel, die von ihren Familienangehörigen geschützt werden. Überfallopfer, die Anzeige erstatten, werden bedroht. Die Polizei verfügt nicht über genug Mittel, um die öffentliche Ordnung aufrechtzuerhalten. Besonders häufig finden die Überfälle freitags und am Ende des Monats statt, wenn die Arbeiter mit ihrem Lohn auf dem Heimweg sind. Cacuaco gehört mit Viana auch zu den Kreisen, wo am häufigsten die Prostitution mit Minderjährigen verbreitet ist.

## Persönlichkeiten
- Vital N’Simba (* 1993), kongolesisch-angolanischer Fußballspieler